# Alosa agone
Alosa agone е вид лъчеперка от семейство Селдови (Clupeidae). Видът е незастрашен от изчезване.

## Разпространение и местообитание
Разпространен е в Италия и Швейцария.
Среща се на дълбочина от 9 до 133 m, при температура на водата от 3,2 до 11,4 °C и соленост 7,7 – 34,9 ‰.

## Описание
На дължина достигат до 39 cm, а теглото им е максимум 760 g.
Продължителността им на живот е около 25 години.